# Frederik August van Oldenburg (1711-1785)
Frederik August I van Oldenburg (Gottorp, 20 september 1711 - Oldenburg, 6 juli 1785) was het zesde kind van Christiaan August van Holstein-Gottorp en van Albertina Frederike van Baden-Durlach. Hij werd in 1750 prins-bisschop van Lübeck, in opvolging van zijn broer Adolf Frederik, die koning van Zweden zou worden. Hij trouwde in 1752 met Ulrika Frederika Wilhelmina (Kassel, 31 oktober 1722 - Eutin, 28 februari 1787). Zij was een dochter van Maximiliaan van Hessen-Kassel en werd de vader van:
- Peter Frederik Willem
- Louise (1756-)
- Hedwig (1759-)

Tsaar Paul I van Rusland was de laatste hertog van Holstein-Gottorp. In 1773 stond hij het hertogdom af aan Denemarken. In ruil schonk Denemarken de graafschappen Oldenburg en Delmenhorst aan Frederik August. Zijn zoon Peter Frederik Willem, volgde hem op als hertog van Oldenburg.

## Kwartierstaat
| Frederik III van Sleeswijk-Holstein-Gottorp (1597-1659) | Frederik III van Sleeswijk-Holstein-Gottorp (1597-1659) | Frederik III van Sleeswijk-Holstein-Gottorp (1597-1659) | Frederik III van Sleeswijk-Holstein-Gottorp (1597-1659) | Frederik III van Sleeswijk-Holstein-Gottorp (1597-1659)        | Frederik III van Sleeswijk-Holstein-Gottorp (1597-1659)        | Maria Elisabeth van Saksen (1610-1684)                         | Maria Elisabeth van Saksen (1610-1684)                         | Maria Elisabeth van Saksen (1610-1684)                         | Maria Elisabeth van Saksen (1610-1684)                         | Maria Elisabeth van Saksen (1610-1684)                       | Maria Elisabeth van Saksen (1610-1684)                       |                                                              |                                                              | Frederik III van Denemarken (1609-1670)                      | Frederik III van Denemarken (1609-1670)                      | Frederik III van Denemarken (1609-1670)     | Frederik III van Denemarken (1609-1670)     | Frederik III van Denemarken (1609-1670)     | Frederik III van Denemarken (1609-1670)     | Sophia Amalia van Brunswijk-Lüneburg (1628-1685) | Sophia Amalia van Brunswijk-Lüneburg (1628-1685) | Sophia Amalia van Brunswijk-Lüneburg (1628-1685) | Sophia Amalia van Brunswijk-Lüneburg (1628-1685) | Sophia Amalia van Brunswijk-Lüneburg (1628-1685) | Sophia Amalia van Brunswijk-Lüneburg (1628-1685) |                                           |                                           | Frederik VI van Baden-Durlach (1617-1677) | Frederik VI van Baden-Durlach (1617-1677) | Frederik VI van Baden-Durlach (1617-1677) | Frederik VI van Baden-Durlach (1617-1677) | Frederik VI van Baden-Durlach (1617-1677)                    | Frederik VI van Baden-Durlach (1617-1677)                    | Christina Magdalena van Kleeburg (1616-1662)                 | Christina Magdalena van Kleeburg (1616-1662)                 | Christina Magdalena van Kleeburg (1616-1662)                 | Christina Magdalena van Kleeburg (1616-1662)                 | Christina Magdalena van Kleeburg (1616-1662)      | Christina Magdalena van Kleeburg (1616-1662)      |                                                         |                                                         | Frederik III van Sleeswijk-Holstein-Gottorp (1597-1659) | Frederik III van Sleeswijk-Holstein-Gottorp (1597-1659) | Frederik III van Sleeswijk-Holstein-Gottorp (1597-1659)  | Frederik III van Sleeswijk-Holstein-Gottorp (1597-1659)  | Frederik III van Sleeswijk-Holstein-Gottorp (1597-1659)  | Frederik III van Sleeswijk-Holstein-Gottorp (1597-1659)  | Maria Elisabeth van Saksen (1610-1684)                   | Maria Elisabeth van Saksen (1610-1684)                   | Maria Elisabeth van Saksen (1610-1684) | Maria Elisabeth van Saksen (1610-1684) | Maria Elisabeth van Saksen (1610-1684) | Maria Elisabeth van Saksen (1610-1684) |  |  |  |  |  |  |  |  |  |  |  |  |  |  |  |  |  |  |  |  |  |  |  |  |  |  |  |  |  |  |  |  |  |  |  |  |  |  |  |  |  |  |  |  |  |  |  |  |
| Frederik III van Sleeswijk-Holstein-Gottorp (1597-1659) | Frederik III van Sleeswijk-Holstein-Gottorp (1597-1659) | Frederik III van Sleeswijk-Holstein-Gottorp (1597-1659) | Frederik III van Sleeswijk-Holstein-Gottorp (1597-1659) | Frederik III van Sleeswijk-Holstein-Gottorp (1597-1659)        | Frederik III van Sleeswijk-Holstein-Gottorp (1597-1659)        | Maria Elisabeth van Saksen (1610-1684)                         | Maria Elisabeth van Saksen (1610-1684)                         | Maria Elisabeth van Saksen (1610-1684)                         | Maria Elisabeth van Saksen (1610-1684)                         | Maria Elisabeth van Saksen (1610-1684)                       | Maria Elisabeth van Saksen (1610-1684)                       |                                                              |                                                              | Frederik III van Denemarken (1609-1670)                      | Frederik III van Denemarken (1609-1670)                      | Frederik III van Denemarken (1609-1670)     | Frederik III van Denemarken (1609-1670)     | Frederik III van Denemarken (1609-1670)     | Frederik III van Denemarken (1609-1670)     | Sophia Amalia van Brunswijk-Lüneburg (1628-1685) | Sophia Amalia van Brunswijk-Lüneburg (1628-1685) | Sophia Amalia van Brunswijk-Lüneburg (1628-1685) | Sophia Amalia van Brunswijk-Lüneburg (1628-1685) | Sophia Amalia van Brunswijk-Lüneburg (1628-1685) | Sophia Amalia van Brunswijk-Lüneburg (1628-1685) |                                           |                                           | Frederik VI van Baden-Durlach (1617-1677) | Frederik VI van Baden-Durlach (1617-1677) | Frederik VI van Baden-Durlach (1617-1677) | Frederik VI van Baden-Durlach (1617-1677) | Frederik VI van Baden-Durlach (1617-1677)                    | Frederik VI van Baden-Durlach (1617-1677)                    | Christina Magdalena van Kleeburg (1616-1662)                 | Christina Magdalena van Kleeburg (1616-1662)                 | Christina Magdalena van Kleeburg (1616-1662)                 | Christina Magdalena van Kleeburg (1616-1662)                 | Christina Magdalena van Kleeburg (1616-1662)      | Christina Magdalena van Kleeburg (1616-1662)      |                                                         |                                                         | Frederik III van Sleeswijk-Holstein-Gottorp (1597-1659) | Frederik III van Sleeswijk-Holstein-Gottorp (1597-1659) | Frederik III van Sleeswijk-Holstein-Gottorp (1597-1659)  | Frederik III van Sleeswijk-Holstein-Gottorp (1597-1659)  | Frederik III van Sleeswijk-Holstein-Gottorp (1597-1659)  | Frederik III van Sleeswijk-Holstein-Gottorp (1597-1659)  | Maria Elisabeth van Saksen (1610-1684)                   | Maria Elisabeth van Saksen (1610-1684)                   | Maria Elisabeth van Saksen (1610-1684) | Maria Elisabeth van Saksen (1610-1684) | Maria Elisabeth van Saksen (1610-1684) | Maria Elisabeth van Saksen (1610-1684) |  |  |  |  |  |  |  |  |  |  |  |  |  |  |  |  |  |  |  |  |  |  |  |  |  |  |  |  |  |  |  |  |  |  |  |  |  |  |  |  |  |  |  |  |  |  |  |  |
|                                                         |                                                         |                                                         |                                                         |                                                                |                                                                |                                                                |                                                                |                                                                |                                                                |                                                              |                                                              |                                                              |                                                              |                                                              |                                                              |                                             |                                             |                                             |                                             |                                                  |                                                  |                                                  |                                                  |                                                  |                                                  |                                           |                                           |                                           |                                           |                                           |                                           |                                                              |                                                              |                                                              |                                                              |                                                              |                                                              |                                                   |                                                   |                                                         |                                                         |                                                         |                                                         |                                                          |                                                          |                                                          |                                                          |                                                          |                                                          |                                        |                                        |                                        |                                        |  |  |  |  |  |  |  |  |  |  |  |  |  |  |  |  |  |  |  |  |  |  |  |  |  |  |  |  |  |  |  |  |  |  |  |  |  |  |  |  |  |  |  |  |  |  |  |  |
|                                                         |                                                         |                                                         |                                                         | Christiaan Albrecht van Sleeswijk-Holstein-Gottorp (1641-1695) | Christiaan Albrecht van Sleeswijk-Holstein-Gottorp (1641-1695) | Christiaan Albrecht van Sleeswijk-Holstein-Gottorp (1641-1695) | Christiaan Albrecht van Sleeswijk-Holstein-Gottorp (1641-1695) | Christiaan Albrecht van Sleeswijk-Holstein-Gottorp (1641-1695) | Christiaan Albrecht van Sleeswijk-Holstein-Gottorp (1641-1695) |                                                              |                                                              |                                                              |                                                              |                                                              |                                                              | Frederika Amalia van Denemarken (1649-1704) | Frederika Amalia van Denemarken (1649-1704) | Frederika Amalia van Denemarken (1649-1704) | Frederika Amalia van Denemarken (1649-1704) | Frederika Amalia van Denemarken (1649-1704)      | Frederika Amalia van Denemarken (1649-1704)      |                                                  |                                                  |                                                  |                                                  |                                           |                                           |                                           |                                           |                                           |                                           | Frederik VII van Baden-Durlach (1647-1709)                   | Frederik VII van Baden-Durlach (1647-1709)                   | Frederik VII van Baden-Durlach (1647-1709)                   | Frederik VII van Baden-Durlach (1647-1709)                   | Frederik VII van Baden-Durlach (1647-1709)                   | Frederik VII van Baden-Durlach (1647-1709)                   |                                                   |                                                   |                                                         |                                                         |                                                         |                                                         | Augusta Maria van Sleeswijk-Holstein-Gottorp (1649-1728) | Augusta Maria van Sleeswijk-Holstein-Gottorp (1649-1728) | Augusta Maria van Sleeswijk-Holstein-Gottorp (1649-1728) | Augusta Maria van Sleeswijk-Holstein-Gottorp (1649-1728) | Augusta Maria van Sleeswijk-Holstein-Gottorp (1649-1728) | Augusta Maria van Sleeswijk-Holstein-Gottorp (1649-1728) |                                        |                                        |                                        |                                        |  |  |  |  |  |  |  |  |  |  |  |  |  |  |  |  |  |  |  |  |  |  |  |  |  |  |  |  |  |  |  |  |  |  |  |  |  |  |  |  |  |  |  |  |  |  |  |  |
|                                                         |                                                         |                                                         |                                                         | Christiaan Albrecht van Sleeswijk-Holstein-Gottorp (1641-1695) | Christiaan Albrecht van Sleeswijk-Holstein-Gottorp (1641-1695) | Christiaan Albrecht van Sleeswijk-Holstein-Gottorp (1641-1695) | Christiaan Albrecht van Sleeswijk-Holstein-Gottorp (1641-1695) | Christiaan Albrecht van Sleeswijk-Holstein-Gottorp (1641-1695) | Christiaan Albrecht van Sleeswijk-Holstein-Gottorp (1641-1695) |                                                              |                                                              |                                                              |                                                              |                                                              |                                                              | Frederika Amalia van Denemarken (1649-1704) | Frederika Amalia van Denemarken (1649-1704) | Frederika Amalia van Denemarken (1649-1704) | Frederika Amalia van Denemarken (1649-1704) | Frederika Amalia van Denemarken (1649-1704)      | Frederika Amalia van Denemarken (1649-1704)      |                                                  |                                                  |                                                  |                                                  |                                           |                                           |                                           |                                           |                                           |                                           | Frederik VII van Baden-Durlach (1647-1709)                   | Frederik VII van Baden-Durlach (1647-1709)                   | Frederik VII van Baden-Durlach (1647-1709)                   | Frederik VII van Baden-Durlach (1647-1709)                   | Frederik VII van Baden-Durlach (1647-1709)                   | Frederik VII van Baden-Durlach (1647-1709)                   |                                                   |                                                   |                                                         |                                                         |                                                         |                                                         | Augusta Maria van Sleeswijk-Holstein-Gottorp (1649-1728) | Augusta Maria van Sleeswijk-Holstein-Gottorp (1649-1728) | Augusta Maria van Sleeswijk-Holstein-Gottorp (1649-1728) | Augusta Maria van Sleeswijk-Holstein-Gottorp (1649-1728) | Augusta Maria van Sleeswijk-Holstein-Gottorp (1649-1728) | Augusta Maria van Sleeswijk-Holstein-Gottorp (1649-1728) |                                        |                                        |                                        |                                        |  |  |  |  |  |  |  |  |  |  |  |  |  |  |  |  |  |  |  |  |  |  |  |  |  |  |  |  |  |  |  |  |  |  |  |  |  |  |  |  |  |  |  |  |  |  |  |  |
|                                                         |                                                         |                                                         |                                                         |                                                                |                                                                |                                                                |                                                                |                                                                |                                                                | Christiaan August van Sleeswijk-Holstein-Gottorp (1673-1726) | Christiaan August van Sleeswijk-Holstein-Gottorp (1673-1726) | Christiaan August van Sleeswijk-Holstein-Gottorp (1673-1726) | Christiaan August van Sleeswijk-Holstein-Gottorp (1673-1726) | Christiaan August van Sleeswijk-Holstein-Gottorp (1673-1726) | Christiaan August van Sleeswijk-Holstein-Gottorp (1673-1726) |                                             |                                             |                                             |                                             |                                                  |                                                  |                                                  |                                                  |                                                  |                                                  |                                           |                                           |                                           |                                           |                                           |                                           |                                                              |                                                              |                                                              |                                                              |                                                              |                                                              | Albertina Frederica van Baden-Durlach (1682-1755) | Albertina Frederica van Baden-Durlach (1682-1755) | Albertina Frederica van Baden-Durlach (1682-1755)       | Albertina Frederica van Baden-Durlach (1682-1755)       | Albertina Frederica van Baden-Durlach (1682-1755)       | Albertina Frederica van Baden-Durlach (1682-1755)       |                                                          |                                                          |                                                          |                                                          |                                                          |                                                          |                                        |                                        |                                        |                                        |  |  |  |  |  |  |  |  |  |  |  |  |  |  |  |  |  |  |  |  |  |  |  |  |  |  |  |  |  |  |  |  |  |  |  |  |  |  |  |  |  |  |  |  |  |  |  |  |
|                                                         |                                                         |                                                         |                                                         |                                                                |                                                                |                                                                |                                                                |                                                                |                                                                | Christiaan August van Sleeswijk-Holstein-Gottorp (1673-1726) | Christiaan August van Sleeswijk-Holstein-Gottorp (1673-1726) | Christiaan August van Sleeswijk-Holstein-Gottorp (1673-1726) | Christiaan August van Sleeswijk-Holstein-Gottorp (1673-1726) | Christiaan August van Sleeswijk-Holstein-Gottorp (1673-1726) | Christiaan August van Sleeswijk-Holstein-Gottorp (1673-1726) |                                             |                                             |                                             |                                             |                                                  |                                                  |                                                  |                                                  |                                                  |                                                  |                                           |                                           |                                           |                                           |                                           |                                           |                                                              |                                                              |                                                              |                                                              |                                                              |                                                              | Albertina Frederica van Baden-Durlach (1682-1755) | Albertina Frederica van Baden-Durlach (1682-1755) | Albertina Frederica van Baden-Durlach (1682-1755)       | Albertina Frederica van Baden-Durlach (1682-1755)       | Albertina Frederica van Baden-Durlach (1682-1755)       | Albertina Frederica van Baden-Durlach (1682-1755)       |                                                          |                                                          |                                                          |                                                          |                                                          |                                                          |                                        |                                        |                                        |                                        |  |  |  |  |  |  |  |  |  |  |  |  |  |  |  |  |  |  |  |  |  |  |  |  |  |  |  |  |  |  |  |  |  |  |  |  |  |  |  |  |  |  |  |  |  |  |  |  |
|                                                         |                                                         |                                                         |                                                         |                                                                |                                                                |                                                                |                                                                |                                                                |                                                                |                                                              |                                                              |                                                              |                                                              |                                                              |                                                              |                                             |                                             |                                             |                                             |                                                  |                                                  |                                                  |                                                  |                                                  |                                                  |                                           |                                           |                                           |                                           |                                           |                                           |                                                              |                                                              |                                                              |                                                              |                                                              |                                                              |                                                   |                                                   |                                                         |                                                         |                                                         |                                                         |                                                          |                                                          |                                                          |                                                          |                                                          |                                                          |                                        |                                        |                                        |                                        |  |  |  |  |  |  |  |  |  |  |  |  |  |  |  |  |  |  |  |  |  |  |  |  |  |  |  |  |  |  |  |  |  |  |  |  |  |  |  |  |  |  |  |  |  |  |  |  |
|                                                         |                                                         |                                                         |                                                         |                                                                |                                                                |                                                                |                                                                |                                                                |                                                                |                                                              |                                                              |                                                              |                                                              |                                                              |                                                              |                                             |                                             |                                             |                                             |                                                  |                                                  |                                                  |                                                  |                                                  |                                                  |                                           |                                           |                                           |                                           |                                           |                                           |                                                              |                                                              |                                                              |                                                              |                                                              |                                                              |                                                   |                                                   |                                                         |                                                         |                                                         |                                                         |                                                          |                                                          |                                                          |                                                          |                                                          |                                                          |                                        |                                        |                                        |                                        |  |  |  |  |  |  |  |  |  |  |  |  |  |  |  |  |  |  |  |  |  |  |  |  |  |  |  |  |  |  |  |  |  |  |  |  |  |  |  |  |  |  |  |  |  |  |  |  |
| Karel van Sleeswijk-Holstein-Gottorp (1706-1727)        | Karel van Sleeswijk-Holstein-Gottorp (1706-1727)        | Karel van Sleeswijk-Holstein-Gottorp (1706-1727)        | Karel van Sleeswijk-Holstein-Gottorp (1706-1727)        | Karel van Sleeswijk-Holstein-Gottorp (1706-1727)               | Karel van Sleeswijk-Holstein-Gottorp (1706-1727)               |                                                                |                                                                | Anna van Sleeswijk-Holstein-Gottorp (1709-1758)                | Anna van Sleeswijk-Holstein-Gottorp (1709-1758)                | Anna van Sleeswijk-Holstein-Gottorp (1709-1758)              | Anna van Sleeswijk-Holstein-Gottorp (1709-1758)              | Anna van Sleeswijk-Holstein-Gottorp (1709-1758)              | Anna van Sleeswijk-Holstein-Gottorp (1709-1758)              |                                                              |                                                              | Adolf Frederik van Zweden (1710-1771)       | Adolf Frederik van Zweden (1710-1771)       | Adolf Frederik van Zweden (1710-1771)       | Adolf Frederik van Zweden (1710-1771)       | Adolf Frederik van Zweden (1710-1771)            | Adolf Frederik van Zweden (1710-1771)            |                                                  |                                                  | Frederik August van Oldenburg (1711-1785)        | Frederik August van Oldenburg (1711-1785)        | Frederik August van Oldenburg (1711-1785) | Frederik August van Oldenburg (1711-1785) | Frederik August van Oldenburg (1711-1785) | Frederik August van Oldenburg (1711-1785) |                                           |                                           | Johanna Elisabeth van Sleeswijk-Holstein-Gottorp (1712-1760) | Johanna Elisabeth van Sleeswijk-Holstein-Gottorp (1712-1760) | Johanna Elisabeth van Sleeswijk-Holstein-Gottorp (1712-1760) | Johanna Elisabeth van Sleeswijk-Holstein-Gottorp (1712-1760) | Johanna Elisabeth van Sleeswijk-Holstein-Gottorp (1712-1760) | Johanna Elisabeth van Sleeswijk-Holstein-Gottorp (1712-1760) |                                                   |                                                   | Georg Ludwig van Sleeswijk-Holstein-Gottorp (1719-1763) | Georg Ludwig van Sleeswijk-Holstein-Gottorp (1719-1763) | Georg Ludwig van Sleeswijk-Holstein-Gottorp (1719-1763) | Georg Ludwig van Sleeswijk-Holstein-Gottorp (1719-1763) | Georg Ludwig van Sleeswijk-Holstein-Gottorp (1719-1763)  | Georg Ludwig van Sleeswijk-Holstein-Gottorp (1719-1763)  |                                                          |                                                          | ... + 3 zusters en twee broers                           | ... + 3 zusters en twee broers                           | ... + 3 zusters en twee broers         | ... + 3 zusters en twee broers         | ... + 3 zusters en twee broers         | ... + 3 zusters en twee broers         |  |  |  |  |  |  |  |  |  |  |  |  |  |  |  |  |  |  |  |  |  |  |  |  |  |  |  |  |  |  |  |  |  |  |  |  |  |  |  |  |  |  |  |  |  |  |  |  |